# CASA CN-235
 (mars 2017).
Si vous disposez d'ouvrages ou d'articles de référence ou si vous connaissez des sites web de qualité traitant du thème abordé ici, merci de compléter l'article en donnant les références utiles à sa vérifiabilité et en les liant à la section « Notes et références ».
L’Airbus Military CN-235, anciennement dénommé CASA CN-235 (pour CASA-Nurtanio 235), est un avion tactique hispano-indonésien de transport biturbopropulseur, à cabine pressurisée, capable d'opérer sur des pistes courtes et non revêtues (ADAC). La version MPA sert d'avion de patrouille maritime grâce à un radar de recherche. En mars 2024, 286 exemplaires ont été livrés à une quarantaine d'opérateurs, sur un total de 290 commandes.

## Description
Conçu au début des années 1980 par Airtech, une coentreprise (joint-venture) entre CASA et le constructeur indonésien PT. Dirgantara Indonesia (appelé à l'époque IPTN), le CN-235 peut transporter jusqu'à 44 passagers, ou 4 palettes de fret en version cargo. Il a également la capacité de largage de parachutistes, pouvant sauter par les deux portes latérales arrières ou par la rampe, en ouverture automatique ou retardée. Le largage de fret est également possible. Pour les missions d’évacuation médicale, il peut accueillir jusqu’à 12 brancards, accompagnés d'une équipe médicale. Il assure également des missions de recherche en mer (largage de chaîne de secours), de surveillance maritime, et de transport de VIP, avec des sièges de type avion de ligne à la place des banquettes latérales. CASA a développé ces dernières années ses propres séries et versions de l’appareil de base, en améliorant sans cesse la capacité de charge utile, les performances globales et la maintenance.
Sa référence exacte est Airbus Military CN235 mais l'appareil est encore fréquemment identifié comme CASA CN-235, parfois — mais beaucoup plus rarement — comme Airtech CN-235.
En mars 2024, 286 exemplaires ont été livrés à une quarantaine d'opérateurs, sur un total de 290 commandes. 
La Turquie est l’utilisateur le plus important, avec 61 appareils.

## Caractéristiques techniques
- Transport de chargement : 4 palettes de 88’’ x 108’’ (une sur rampe), ou deux moteurs EJ200 pour l'Eurofighter ;
- Transport de passagers : 44 places ;
- Évacuation sanitaire : jusqu'à 18 civières et 4 assistants médicaux ;
- Charge utile maximum : 4 000 kg ;
- Longueur de la soute : 9,65 m ;
- Largeur de la soute : 2,70 m

Il existe également une version du CN-235 entièrement destinée à la patrouille maritime, dénommée « Persuader ».

## Evolution

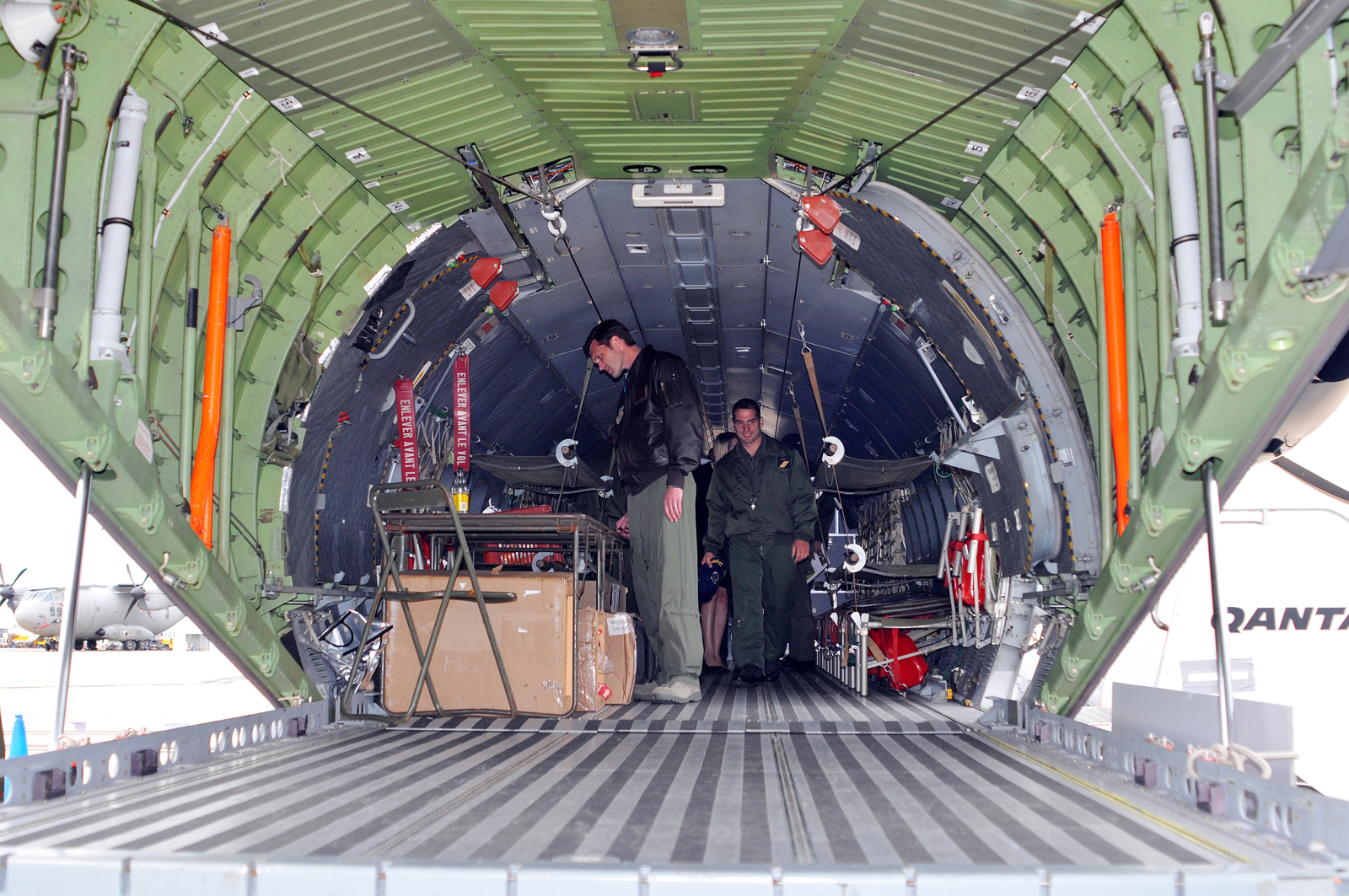
Vue arriére du CASA CN-235, la porte arriére ouverte.

Pour l'armée française, le successeur du C235 pourrait être l'Airbus A200M  Futur Cargo Tactique Médian, entre le C295 et l'A400M.

## Opérateurs

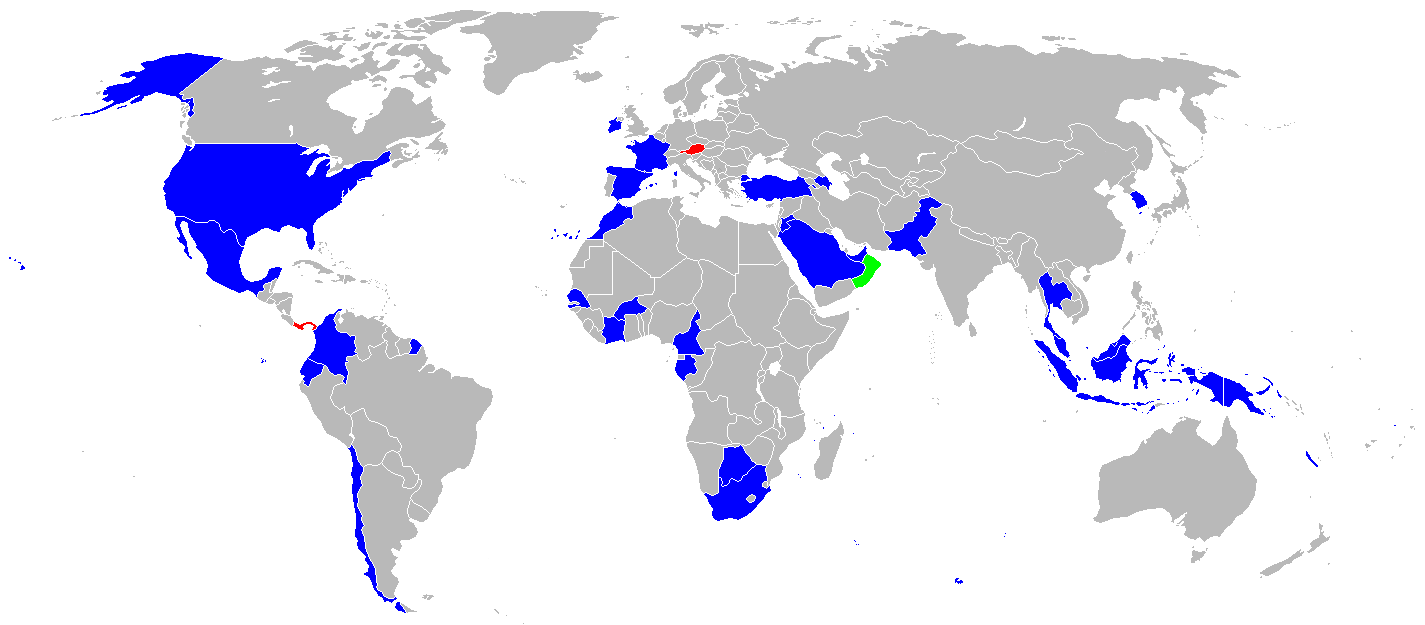
Opérateurs du CN-235 :
Opérateurs militaires
Opérateurs gouvernementaux
Anciens opérateurs

### Opérateurs militaires
Afrique du Sud
- Force aérienne sud-africaine (1)

 Arabie saoudite
- Force aérienne royale saoudienne

 Botswana

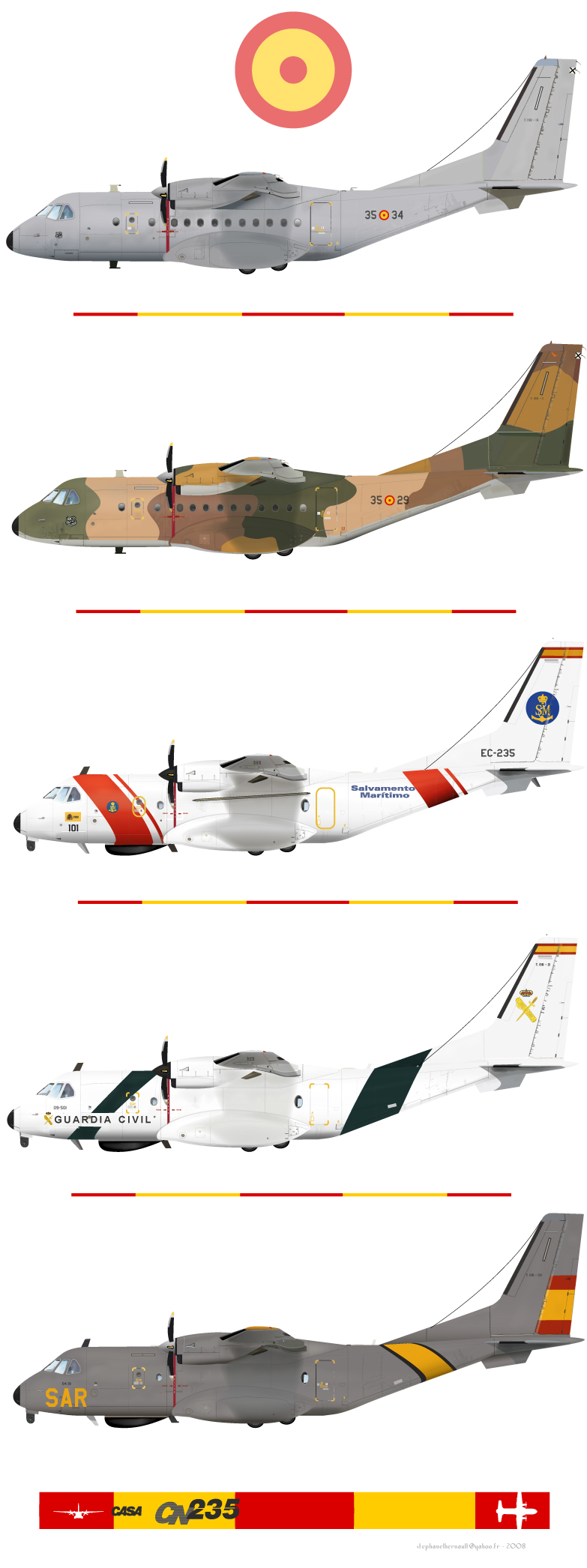
CN 235 espagnol

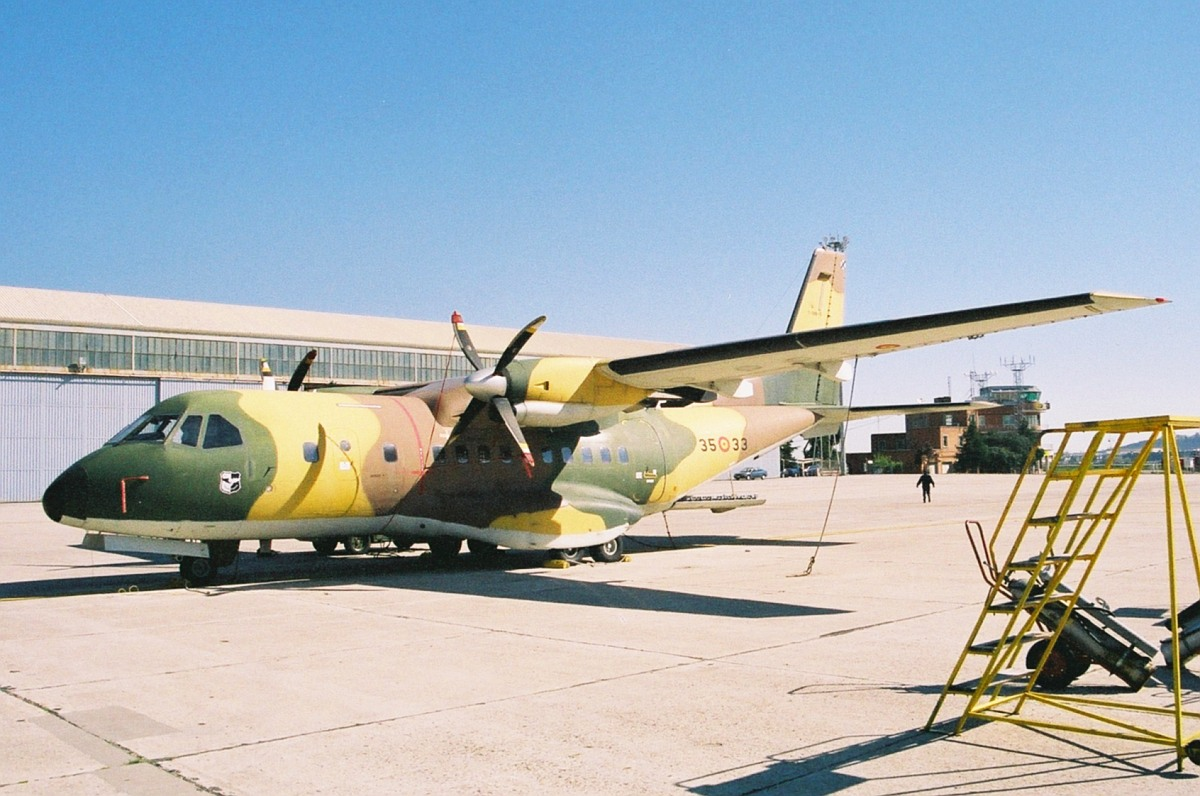
Un CN-235 des Forces aériennes espagnoles

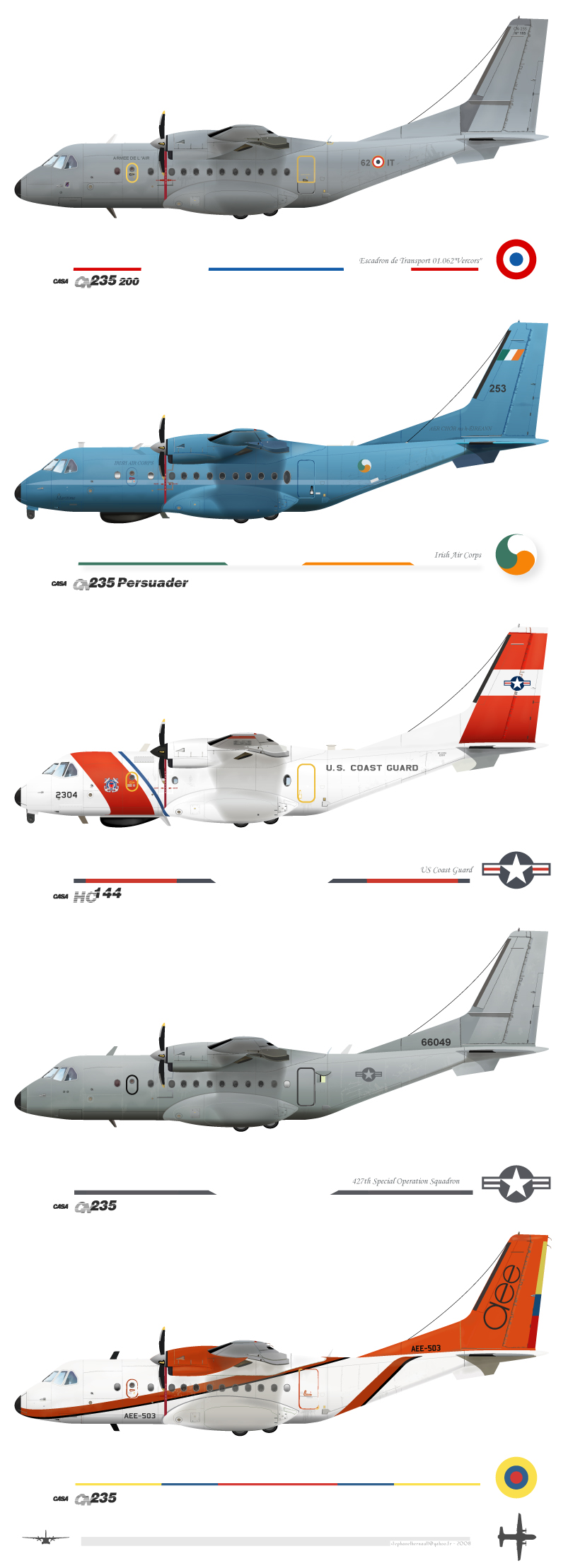
CN-235

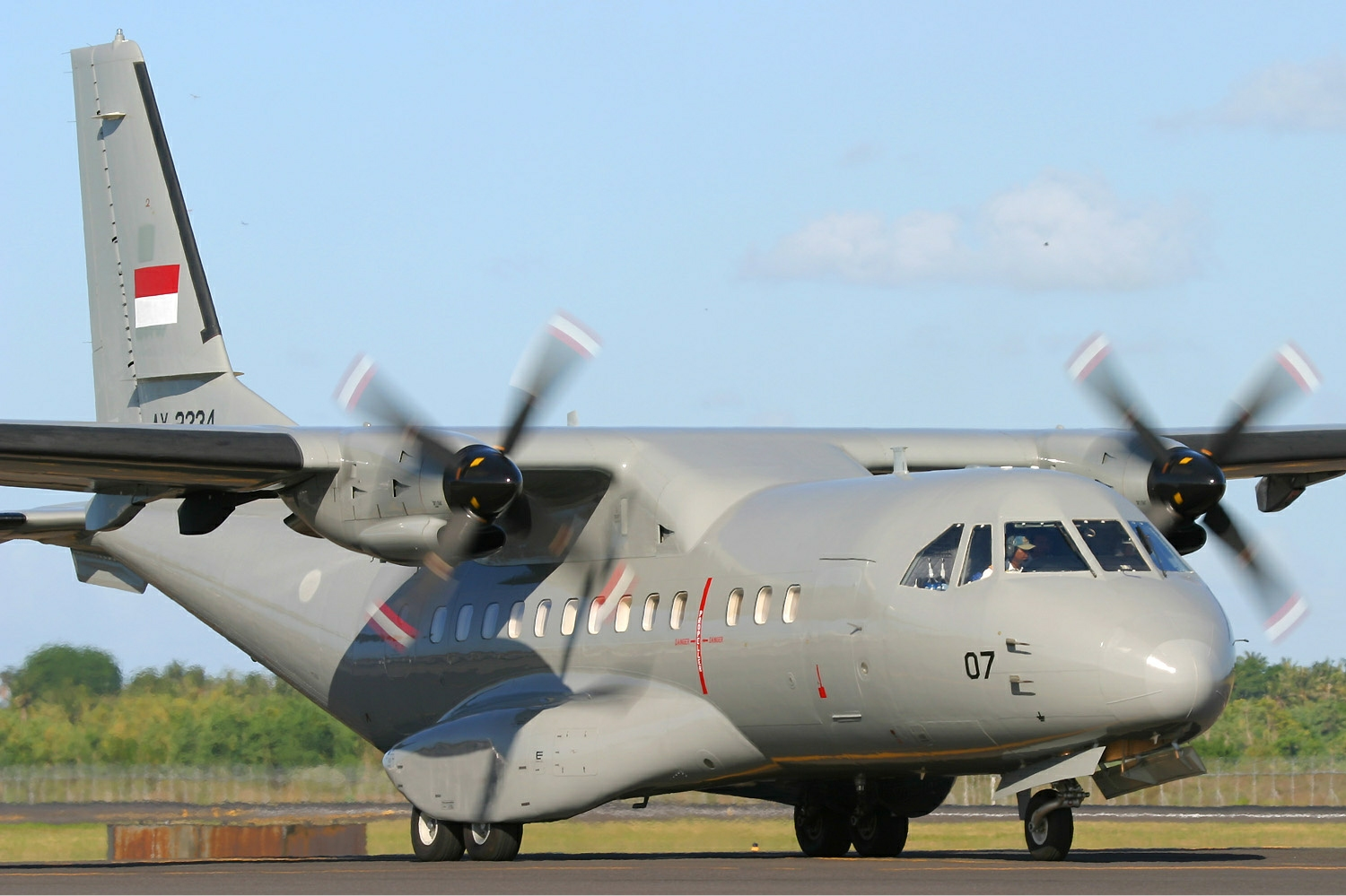
Un CN-235 de la armée de l'air indonésienne

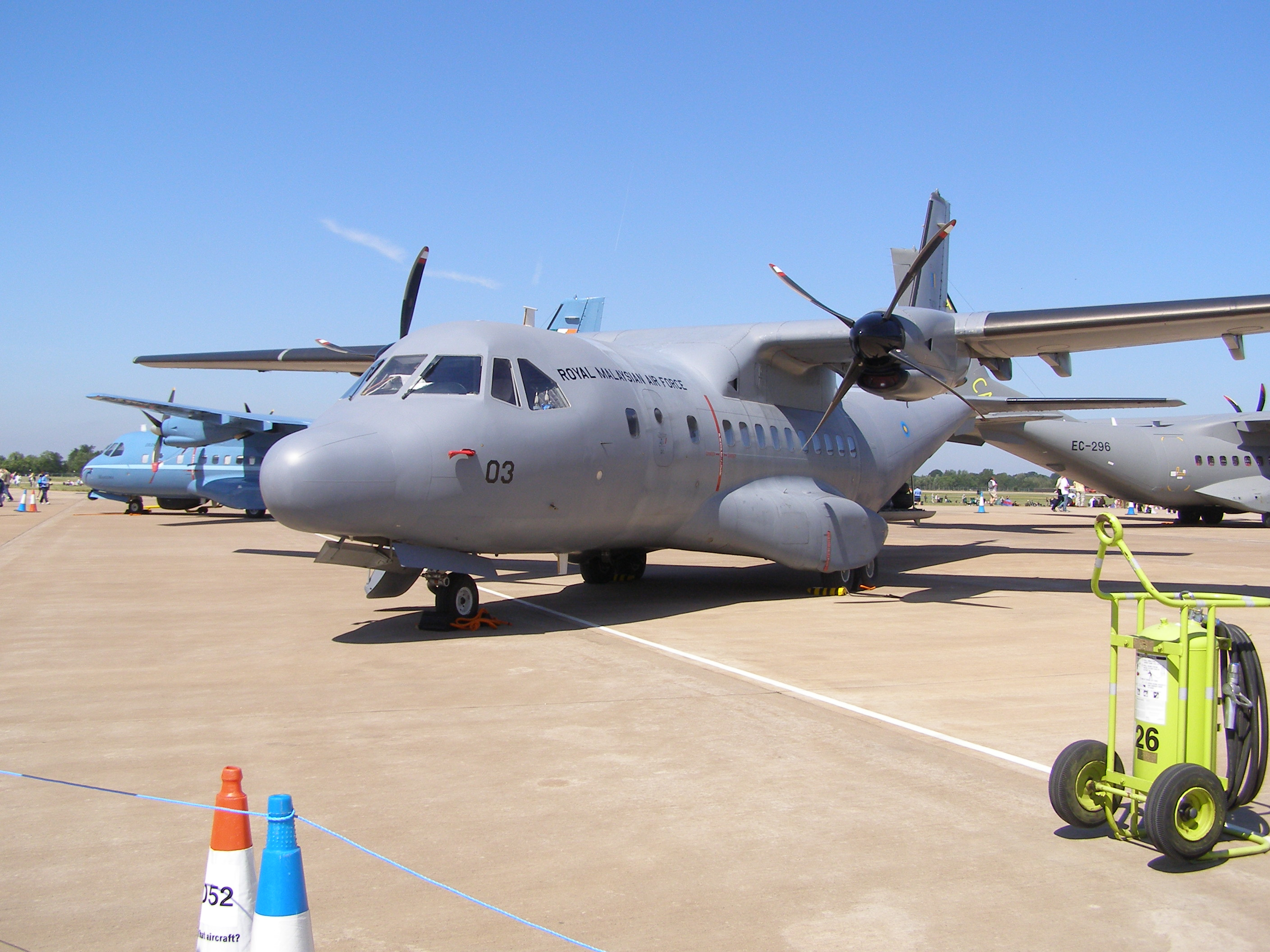
Force aérienne royale de Malaisie

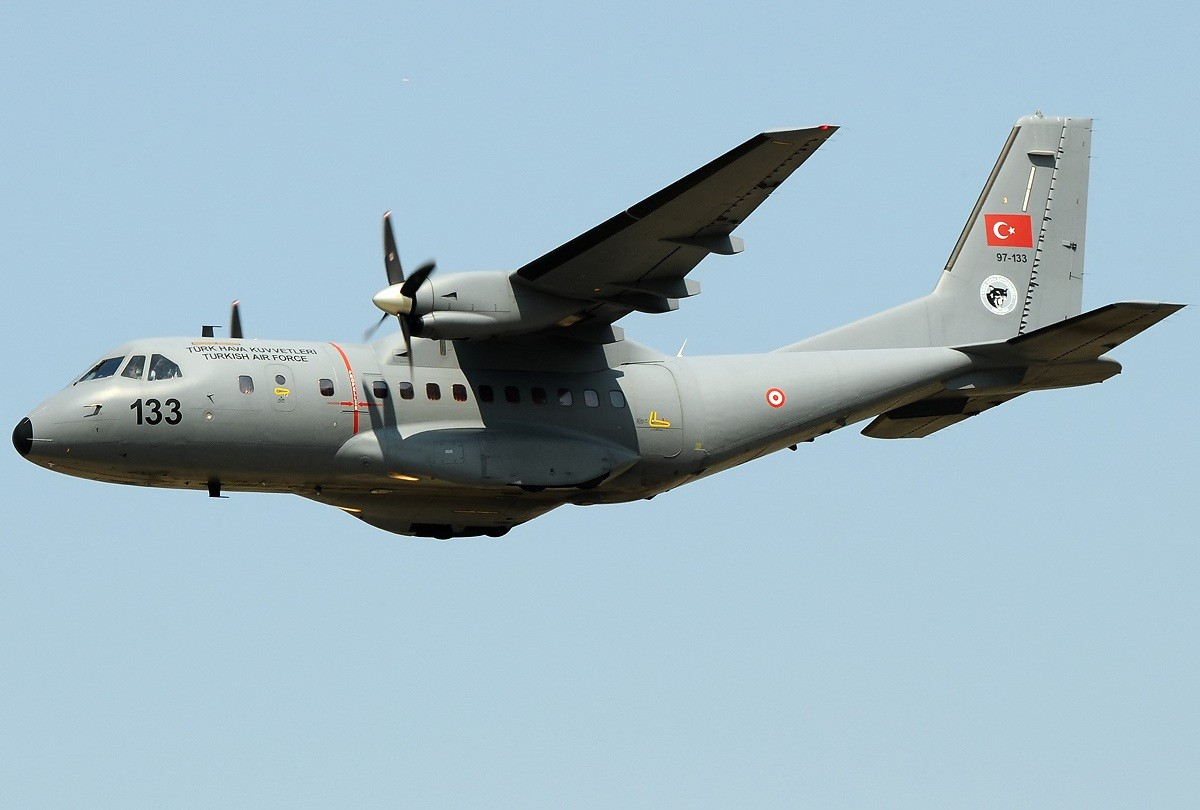
CASA CN-235-100 de l'armée de l'Air turque

- Force aérienne du Botswana (2 CN-235M[5], au moins un acheté par la société française Sofema qui l'a vendu au Togo, et l'a racheté faute d'entretien en 2012, puis le revend à crédit a Madagascar en 2019 avant d'enfin le saisir en 2020[6]).

 Bophuthatswana
- Force aérienne du Bophuthatswana (1, incorporé depuis dans la force aérienne sud-africaine)

 Brunei
- Force aérienne brunéienne (1)

 Cameroun
- Armée de l'air camerounaise (1)

 Chili
- Armée de terre chilienne (4 CN-235-100, dont un perdu en Antarctique)

 Colombie
- Force aérienne colombienne
- Marine nationale colombienne

 Corée du Sud
- Force aérienne de la République de Corée (20) Premier exemplaire reçu en mai 1994

 Côte d'Ivoire
- Armée de l'air (1)

 Émirats arabes unis
- Marine des Émirats arabes unis

 Équateur
- Force aérienne équatorienne

 Espagne
- Armée de l'air (Espagne) 20 entrés en service
- 18 sont encore en service en 2009 dont 8 en avion de transport (y compris en transport tactique avec aérolargage) T.19B et 2 en avion de reconnaissance disposant d'optronique de photogrammétrie TR.19A[7] et 8 en tant qu'avion de patrouille maritime (VIGMA VIGilancia MArítima), et recherche et sauvetage búsqueda y rescate (SAR) D.4[8]. 2 ont été vendus à la Jordanie en avion d'attaque au sol (avec canons). Les avions de patrouille maritime seront à terme remplacés par des CASA C-295 Persuader, également équipés pour la lutte anti-sous-marine.

 États-Unis
- U.S. Air Force 427th Special Operations Squadron (en) (2 en novembre 2015[9])
- U.S. Coast Guard (32 HC-144 Ocean Sentry prévus initialement mais finalement seulement 18 reçus à fin octobre 2014[10]. Le reste des avions remplacés par des Alenia HC-27J)

 France
- armée de l'Air : 20 CN235-100 commandés en 1991 dont 19 seront modifiés en CN235-200  tous livrés à 2003. 8 CASA CN-235-300 ont été commandés à EADS le 25 mars 2010 pour 225 M€ afin de pallier le retard de livraison des A400M. Ces appareils de transport légers sont livrés entre le 17 novembre 2011[11] et mars 2013[12]. Un total de 27 appareils sont en service fin 2013[13] contre 23 fin 2012[14] et 18 en service début 2011, le premier entrant en service décembre 1991. 1 CN235-100 perdu le 17 décembre 2003[15]
  - escadron 1/62 Vercors (Evreux)
  - escadron 3/62 Ventoux (Evreux)
  - escadron 68 Antilles-Guyane (Cayenne)
  - escadron 52 La Tontouta (Nouméa)
  - escadron 82 Maine (Papeete)
  - escadron 50 Réunion (Saint-Denis)

 Gabon
- Armée de l'air gabonaise

 Guinée
- Forces armées de la Guinée (1 CN-235-220 vendu par la Côte d'Ivoire[16] immatriculé 3X GGG - Détruit le 11 février 2013 lors de son fracassement à 4 km au sud du Monrovia-Roberts International Airport (ROB) au Libéria)

 Indonésie
- Armée de l'air indonésienne (CN235-100M, CN235-220M)
- Marine indonésienne (CN235MPA, la version de patrouille maritime)

 Irlande
- Irish Air Corps :  1 CN235M livré en 1991 et remplacé en 1996 par 2 x CN235MP commandés en 1996[17].

À la suite du repérage d'un sous-marin soviétique dans son espace maritime, l'Irish Air Corps décida de remplacer ses Beechcraft King Air 200, issus des stocks de transport de l’aviation militaire par un appareil destiné aux patrouilles maritimes. Le CN235M est choisi alors qu'il est encore à l'état de projet et après avoir envisagé l'acquisition de deux Lockheed P-3C Orion ou de deux Breguet Atlantic de seconde mains auprès de l'US Navy et de la Marine nationale française. Au moment du contrat, seul le démonstrateur technologique existait et il fut cédé sous le numéro de série 250 en attente des deux autres appareils. Malheureusement, le développement de cette version accumula du retard et les deux autres appareils furent livrés en 1996 sous la référence CN235MP (numéro de série 252 et 253).

Les deux CN235MP ont été modernisés en 2008 en Espagne. Durant leur absence, des appareils américains, britanniques et français se sont relayés pour assurer les missions de patrouille maritime. Les modifications incluent un double système anti-collision EGWPS et TCAS de deuxième génération, un FLIR rétractable ainsi qu'un nouveau radar météo. Certaines rumeurs indiquent le montage d’un détecteur d’anomalies magnétiques mais cela n'a pas été confirmé.
 Jordanie
- Force aérienne royale jordanienne 2 (d'abord 2 en location longue durée de l'armée de Terre turque, rendus, puis 2 autres devant être transformés en avion d'attaque au sol (gunship en anglais) en 2013[18]) achetés à l'Espagne.

 Malaisie
- Force aérienne royale de Malaisie (8 CN235-220)

 Mexique
- Marine mexicaine (6 CN235-300MPA commandés)[19]

 Maroc
- Forces aériennes royales (7)

 Pakistan
- Force aérienne pakistanaise (4 CN235-220 janvier 2009)

 Panama
- Service national aéronaval (jusqu'en 1994)

 Papouasie-Nouvelle-Guinée
- Air Operations Element

 Sénégal
- Armée de l'air sénégalaise : 2 modèles commerciaux d'occasion modifiés pour la configuration militaire CN-235-220M et livré en novembre 2010 et août 2012 pour 13 millions de dollars. Un des CN235 a ensuite été vendu à la Guinée qui l'a perdu en février 2013. En janvier 2017, un autre CN235-220M neuf a été receptionné par le Sénégal[16]. Elle possède également un troisième exemplaire en version MPA.

 Turquie
- Armée de l'air turque (50 CN235-100M)
- Marine turque : 6 CN-235 ASW/ASuW MPA avec AMASCOS (Airborne Maritime Situation & Control System) de Thales
- Garde côtière turque 3 CN-235 MSA

La marine turque a signé un contrat  de 328 millions d’euros avec Thales en 2002 pour l'acquisition et la conversion de 9 CN-235 dans le cadre du programme Meltem. Il consiste à doter les appareils de patrouille maritime, au nombre de 6, du système AMASCOS (Airborne MAritime Situation & Control System) qui intègre un ensemble de capteurs (radar, ESM, FLIR, système acoustique, scanner IR/UV...) tandis que ceux destinés à la surveillance des côtes (3 exemplaires) posséderont une boule optronique et un radar Ocean Master. Ils pourront par ailleurs embarquer les torpilles américaines MK46 dès 2013. Ils seront ensuite rejoints par les 10 ATR 72-500 convertis eux aussi en patrouilleur maritime.
Néanmoins le programme a pris beaucoup de retard car il était prévu de livrer les trois appareils des garde-côtes au cours de l'été 2008. Ces retards ont obligé Thales à renégocier le contrat en 2010 en même temps qu'il devait provisionner ses comptes pour gérer les problèmes liés à l'A400M. Finalement les quatre premiers appareils ont été livrés entre février et juin 2012.
 Yémen
- Force aérienne yéménite

### Opérateurs gouvernementaux
Espagne
- Guardia Civil (2 CN-235 MPA)

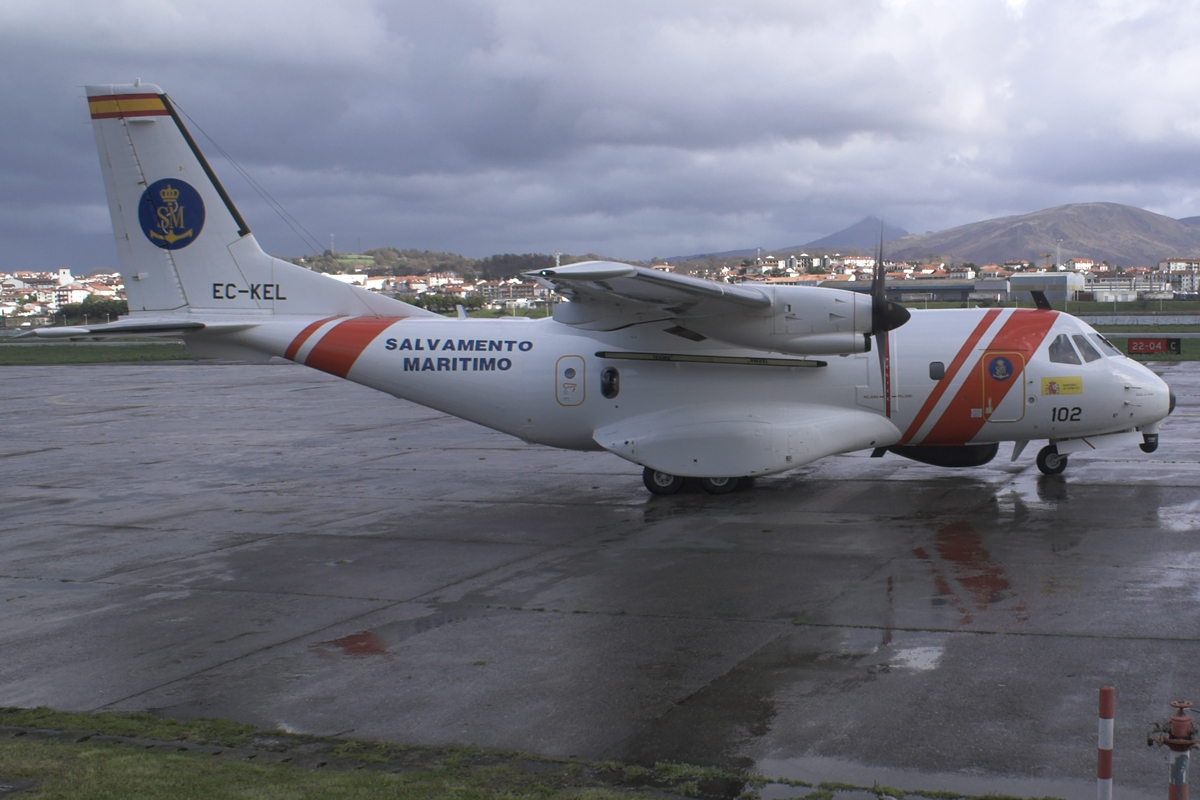
CASA CN-235-300 du Sociedad de Salvamento y Seguridad Marítima à l'aéroport de Saint-Sébastien.

- Sociedad de Salvamento y Seguridad Marítima (3 CN-235 MPA)

 Thaïlande
- Police royale thaïlandaise (1 CN235-300)

 États-Unis
- CIA via un fournisseur civil américain (CN235-300M) ; déclaré « preferred aircraft for rendition flights » en février 2009.

## Le Casa CN-235 dans l'armée de l'Air française

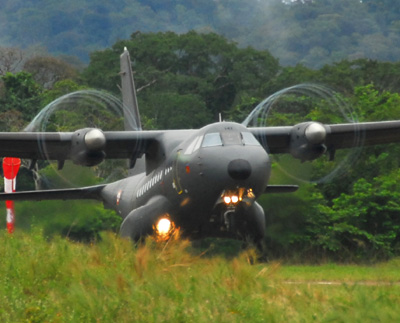
CASA CN-235-200m de l'armée de l'Air française à Maripasoula, Guyane.

Faute d'avoir obtenu le développement, à partir de 1987, d'une version militaire dénommée ATM 42R de l'ATR 42, c'est le CN235-100 qui est choisi en 1991.
Achetés en 1991, les 6 premiers exemplaires sont livrés en 1993, après 2 ans d'expérimentation au CEAM de Mont de Marsan, sur la base aérienne 110 de Creil, au sein de l'escadron de transport léger (ETL) 01/062 Vercors.
En 1994, le Casa est envoyé au Rwanda où il participe à l'opération Turquoise. À la suite du retrait du Transall et de la Caravelle de Polynésie française, deux Casa sont convoyés vers Tahiti en 1996, où ils sont affectés à l'escadron Maine. En 1998, c'est au tour de la Nouvelle-Calédonie d'accueillir trois Casa, au sein de l'ETOM 052 Tontouta. En mars 1999, le Casa participe aux opérations au Kosovo. La même année, un nouvel escadron est créé à Mont-de-Marsan : le Ventoux.
Le Casa est de plus en plus déployé en Afrique au début des années 2000. En 2002, il est envoyé en Côte d'Ivoire, où il participe à l'opération Licorne jusqu'en 2005. C'est à cette époque que les CN-235-100m sont progressivement amenés au standard -200m, avec de meilleures performances sur piste courte et une avionique améliorée. À partir de 2003, le Casa est également détaché au Gabon. Cette année-là, un de ses exemplaires, le no 43, s'écrase dans les Pyrénées au cours d'une mission de largage.
- En 2004, c'est au tour des Antilles de recevoir trois Casa, en remplacement des C-160 Transall. Les avions effectuent de fréquents détachements en Guyane, où ils participent à l'opération Harpie de lutte contre l'orpaillage illégal, à compter de 2008. Parallèlement, ils sont utilisés comme patrouilleurs dans le cadre de la lutte contre le narcotrafic en mer des Caraïbes. Depuis 2010 les CASA ont été transférés des Antilles sur la base aérienne 367 de Cayenne Rochambeau en Guyane.

Le Casa a effectué de nombreuses missions à caractère humanitaire au fil des années : soutien aux populations des États-Unis (Ouragan Katrina), du Guatemala         (Ouragan Stan), d'Haïti (effondrement d'une école, ouragans de 2008 et tremblement de terre de 2010), des Tonga (tsunami de 2009). En 2013, le Casa est mis en œuvre dans le cadre de l'opération Serval afin de procéder à des évacuations sanitaires. L'opération Barkhane, qui lui succède, voit la présence du Casa se renforcer dans la bande sahélienne. En mars 2015, deux appareils CASA effectuent un pont aérien vers le Vanuatu à la suite du passage du cyclone Pam. En juillet 2015, le C-160 Transall de La Réunion est remplacé par deux CN-235 300. En août 2015, un des avions participe à la recherche de débris présumés du vol 370 Malaysia Airlines. À la suite du passage du cyclone Winston sur les îles Fidji début 2016, 2 Casa venus de Nouméa et Tahiti sont déployés sur place pour distribuer l'aide humanitaire vers les îles éloignées. À partir d'août 2016, l'ensemble des CASA CN-235 de métropole est stationnée sur la base aérienne 105 Évreux-Fauville.
En 2017, à la suite de l’ouragan Irma, des Casa en provenance de Cayenne et de la base aérienne 105 Évreux-Fauville sont engagés pour acheminer des vivres et des secours, ainsi que pour évacuer une partie de la population.
Suite aux ravages du cyclone Chido en décembre 2024, deux avions CASA CN‑235 ont été mobilisés dans le cadre du pont aérien entre La Réunion (base aérienne 181) et Mayotte   (aéroport de Dzaoudzi), pour acheminer du personnel, des vivres, du matériel médical et des générateurs aux populations sinistrées. Ces appareils ont été utilisés du 14 au 18 décembre acheminant ainsi 22t de fret le 16 et 18 décembre (aidé par des DASH 8 et des A400M provenant de la base aérienne 123 d’Orléans-Bricy).
Au 1er janvier 2021, 27 sont en parc répartis ainsi : 
basés à Évreux-Fauville : ET 1/62 Vercors, ET 3/62 Ventoux ; La Réunion : ET 50 Réunion ; Nouméa : ET 52 La Tontouta ; Cayenne : ET 68 Antilles-Guyane ; Tahiti : ET 82 Maine ; Djibouti : ET 88 Larzac.

## Accidents impliquant le Casa CN-235
- 18 octobre 1992 : le vol 5601 opéré par la compagnie Merpati Nusantara Airlines s'écrase à Garut en Indonésie tuant les 31 personnes à bord[28].
- 19 janvier 2001 : un Casa CN-235 de l'Armée de l'air turque en vol d'entrainement part en vrille, l'équipage n'arrivant pas à reprendre le contrôle de l'avion s'écrase près de Kayseri tuant les 3 occupants de l'appareil[29].
- 16 mai 2001 : un Casa CN-235 de l'Armée de l'air turque s'écrase après la perte de contrôle du pilote, tuant les 34 passagers[30].
- 18 mai 2001 : un Casa CN-235 de la Marine turque s'écrase après avoir atteint une altitude de seulement 100 pieds, les 4 passagers sont tués[31].
- 29 aout 2001 : un Casa CN-235 civil de la compagnie Blinter Mediterráneole vol 8261 s'écrase 200 mètres avant le seuil de la piste 31 de l'Aéroport de Malaga-Costa del Sol, le nez s'écrasant sur la N-340. Le pilote ainsi que 3 passagers sont tués[32].
- 17 décembre 2003 : un Casa CN-235M 200 de l'Armée de l'air et de l'espace de l'Escadron de transport 1/62 Vercors s'écrase sur la commune de Suc-et-Sentenac en Ariège après un changement de route. Volant sans plan de vol dans les Pyrénées et les pilotes ne connaissant pas la topographie du terrain, Ils percutent le Pic du Pioulou à 10:31, les 3 passagers à bord ainsi que les 4 équipiers sont tués[33].
- 11 février 2013 : un Casa CN-235 s'est écrasé 40km au sud de Monrovia à 8km de l'Aéroport international de Monrovia-Roberts tuant 10 passagers et Kelefa Diallo, le chef des Forces armées guinéennes[34].
- 31 juillet 2015 : un Casa CN-235-200M de la Force aérienne colombienne s'écrase dans la province de Cesar en Colombie à cause de problèmes moteur, 11 personnes sont tuées[35].
- 26 février 2016 : un Casa CN-235 de l'Armée de l'air royale de Malaisie s'écrase dans un marais à Kuala Selangor ne faisant aucun mort. Un pécheur local s'est noyé pendant les recherches[36].
- 17 janvier 2018 : un Casa CN-235 de l'Armée de l'air turque en mission d'entrainement s'écrase avec trois personnes à bord près de Isparta, tuant tout le monde à bord[37].
- 23 juin 2025 : un Casa CN-235 de l'armée de l'air malaisienne dans l'état de Sarawak, impliqué dans un accident de train d'atterrissage avant. Aucun blessé.

## Variantes
- CASA C-295
- CASA C-295 Persuader

En étude par la Turquie :
- AC-235 CAS (appui aérien rapproché) : Projet Gören-2

## Avions comparables
- Antonov An-32
- ATR 42/72
- Breguet 941
- Fokker 50 / Fokker 60
- Let L-610
- C-27J